# PMBOK
PMBOK（Project Management Body of Knowledge、頭字語として「ピンボック」と読まれることがある）は、「プロジェクトマネジメント知識体系ガイド」（英語: A Guide to the Project Management Body of Knowledge、略称： PMBOK Guide、PMBOKガイド）の略語である。PMBOKガイドは、プロジェクトマネジメント協会 (PMI) が発行している。

## 概要
プロジェクトマネジメントの知識を体系化したものである。第6版までは10の知識エリアと5つのプロセス群から定義されているものであり、第7版からは12の原則と8つのパフォーマンス・ドメインから定義されている。また、ソフトウェア開発のプロジェクト管理において必要な知識体系である。
PMBOKガイドは、国際的に標準とされているプロジェクトマネジメントの知識体系（ガイド、手法、メソドロジー、ベストプラクティス）であり、建設、製造、ソフトウェア開発などを含む幅広いプロジェクトに適用できるプロジェクトマネジメントの基盤を提供する。
PMBOKガイドはプロジェクトマネジメントの専門用語とガイドラインを提供する書籍である。PMIが監修し、英語版のほか、アラビア語・中国語・フランス語・ドイツ語・ヒンディー語・イタリア語・日本語・朝鮮語・ポルトガル語・ロシア語・スペイン語で発行している。最新の第7版は2021年に発行された。

## 歴史
PMBOKガイドは、最初、1987年に米国PM学会によってホワイトペーパーとして出版された。その目的は、広く適用できるプロジェクトマネジメントの情報や実践方法の文書化と標準化であった。
1996年に初版が、2000年に第2版が出版された。2004年には大幅な変更を加えた第3版が出版された。2008年12月31日には第4版の英語版が出版され、他言語版は2009年の後半に出版された。2013年1月には第5版（英語版）、2017年9月には第6版（英語版）、2021年に最新の第7版（英語版）が出版された。

## 内容
PMBOKガイドは、『プロジェクトマネジメント知識体系ガイド』と『プロジェクトマネジメント標準』の2部から構成されている。その内容は、第7版とそれ以前とで大きく変わっている。

### PMBOKガイド第7版
PMBOKガイドの第7版では、内容が以前のプロセス・ベースから原理・原則ベースに変更されて、対象がプロジェクトや予測型アプローチに留まらない範囲に拡張されている。前半では価値実現システムと12のプロジェクトマネジメントの原理・原則を説明し、後半では8つのパフォーマンス領域を説明している。プロセスを支える ITTOs（インプット、ツールと技法、アウトプット）よりも、成果のデリバリーや価値の実現を重視するようになった。

### 第6版以前
PMBOKガイドは第6版まではプロセスベースの体系であり、多数のプロセス（手順、処理）を実施することで目的を実現する。このアプローチは、ISO 9000、CMMI、ISO 31000(en) など、他のマネジメント標準とも同じであり、ISO 21500(en): 2012 Guidance on Project Managementと一貫している。プロセスは、プロジェクトやその局面（フェーズ）の中で、重なり合い、相互に作用する。
プロセスは以下の用語で記述される。
- インプット（ドキュメント、計画、設計など）
- ツールと技法（入力を処理するメカニズム）
- アウトプット（ドキュメント、製品など）

#### PMBOKガイド第6版
PMBOKガイド第6版は、49個のプロセスを、幅広いプロジェクトに適用可能な5個の基本的なプロセス群と10個の知識エリアとに分類する。

##### 5個のプロセス群
1. 立上げプロセス群: プロジェクトやフェーズを開始する認可を得ることによって、新規プロジェクトや既存プロジェクトの新しいフェーズを定義するために実行されるプロセス群。
2. 計画プロセス群: プロジェクト・スコープの確定や目標の洗練、さらにプロジェクトが取り組むべき目標の達成に必要な一連の行動を規定するために必要なプロセスである。
3. 実行プロセス群: プロジェクトの要求事項を満たすために、プロジェクトマネジメント計画書に定義された作業を完了すべく実施するプロセスである。
4. 監視・コントロール・プロセス群: プロジェクトの進捗やパフォーマンスを追跡し、レビューし、統制し、計画の変更が必要な分野を特定し、それらの変更を開始するために必要なプロセスである。
5. 終結プロセス群: プロジェクト、フェーズ、または契約を正式に完了または完結するために実施するプロセス。

##### 10個の知識エリア
1. プロジェクト・統合・マネジメント：プロジェクトマネジメント・プロセス群内の各種プロセスとプロジェクトマネジメント活動の特定、定義、結合、統一、調整等を行うために必要なプロセスおよび活動。
2. プロジェクト・スコープ・マネジメント：プロジェクトを成功のうちに完了するために必要なすべての作業を含み、かつ必要な作業のみを含むことを確実にするために必要なプロセス。
3. プロジェクト・スケジュール・マネジメント：プロジェクトを所定の時間で完了するようにマネジメントする上で必要なプロセスからなる。
4. プロジェクト・コスト・マネジメント（英語版）：プロジェクトを承認済みの予算内で完了するための、計画、見積り、予算化、資金調達、財源確保、マネジメント、およびコントロールのプロセス。
5. プロジェクト・品質・マネジメント（英語版）：ステークホルダーの期待を満たすために、プロジェクトとプロダクトの品質要求事項の計画、マネジメント、およびコントロールに関する組織の品質方針を組み込むプロセス。
6. プロジェクト・資源・マネジメント（英語版）：プロジェクトを成功裏に完了させるために必要な資源を特定し、獲得し、そしてマネジメントするプロセス。
7. プロジェクト・コミュニケーション・マネジメント（英語版）：プロジェクト情報の計画、収集、生成、配布、保管、検索、マネジメント、コントロール、監視、そして最終的な廃棄を適時かつ適切な形で確実に行うために必要なプロセス。
8. プロジェクト・リスク・マネジメント（英語版）：プロジェクトに関するリスク・マネジメントの計画、特定、分析、対応計画、対応策の実行、およびリスクの監視を実施するプロセス。
9. プロジェクト・調達・マネジメント：プロダクト、サービス、所産をプロジェクト・チームの外部から購入または取得するプロセス。
10. プロジェクト・ステークホルダー・マネジメント：プロジェクトに影響を与えたりプロジェクトによって影響を受けたりする可能性がある個人やグループまたは組織を特定し、ステークホルダーの期待とプロジェクトへの影響力を分析し、ステークホルダーがプロジェクトの意思決定や実行に効果的に関与できるような適切なマネジメント戦略を策定するために必要なプロセス。

10個の知識エリアは、プロジェクトマネジメントを効果的に達成するために必要なプロセスを含む。

## 拡張性
PMBOKガイドは、大半の場合に大半のプロジェクトを管理するための一般的なガイドを提供するが、現在3つの公式拡張版がある。
- ソフト開発拡張版：初版（日本語版発行済み）
- 建設拡張版：第3版（日本語化作業中）
- 政府発注拡張版：第2版（英語版のみ）

PMIは、各知識エリアを補完（詳細な定義・解説・実務への展開など）する目的で次の実務標準を発行しており、PMI日本支部から日本語版も発行している。
1. ワーク・ブレークダウン・ストラクチャー (WBS) 実務標準 第2版
2. プロジェクトマネジャー・コンピテンシー開発体系 (PMCDF) 第2版
3. プロジェクト・リスク・マネジメント実務標準 初版
4. プロジェクト・コンフィギュレーション・マネジメント実務標準 初版
5. プロジェクト見積り実務標準 初版
6. スケジューリング実務標準 第2版
7. アーンド・バリュー・マネジメント (EVM) 実務標準 第2版